# Ушуков, Беслан Усманович
Бесла́н Усманович Ушу́ков (чечен. УшуковгӀеран Беслан; род. 28 июня 1991 года, Грозный, Чечня, Россия) — российский профессиональный боец смешанных единоборств, обладатель Кубка мира по кикбоксингу, мастер спорта России по полноконтактному и армейскому рукопашному бою. Сотрудник отряда милиции специального назначения «Терек».

## Биография
Беслан Ушуков родился г.Грозный в семье стоматолога. Беслан начал заниматься спортом в юном возрасте, когда ему исполнилось 10 лет он впервые посетил секции Кикбоксинга в своем родовом селе. На счету у Беслана Ушукова победы в первенствах Чеченской Республики, СКФО и Чемпионат России, Также Беслан является чемпионом мира по Кикбоксингу.

## Профессиональная карьера
Дебют Ушукова в смешанных единоборствах состоялся 30 июня 2012 года в Стерлитамаке, когда он удушением сзади победил под занавес первого раунда Дмитрия Белова из Казахстана.
Позже 15 марта 2014 г. Беслан Ушуков выступает за бойцовского клуба «Беркут» в лиги ACB и за год принимает участие в трех боях, где показывает хорошие результаты.

## WFCA
Беслан Ушуков заключает контракт с Бойцовским клубом «Ахмат», и 14 марта 2015 году проводит свой первый бой в лиги WFCA.

### Grand Prix Akhmat 2016
11 июня 2016 на Grand Prix Akhmat 2016 Беслан Ушуков встретился с бойцом из Бразилии — Марсио Сантасом. Беслану удается навязать свой стиль боя на своего соперника и на протяжении всех трех раундов нанести множество ударов, что в итоговом счете принесло Ушукову победу по единогласному решению судей.
Наши бойцы прошли отличные тренировочные сборы под пристальным вниманием врио Главы Чеченской республики, Героя России Рамзана Кадырова! Настрой у наших ребят боевой! Ждем от них только побед, уверен, они сами очень мотивированы завоевать пояса на Grand Prix Akhmat!", - Абузайд Висмурадов.

### WFCA 30 Grand Prix Final
4 октября 2016 на WFCA 30 2016 WFC Akhmat Grand Prix Final Беслан Ушуков вышел против бойца из Украины — Аскара Мажарова. С самого начала боя, оба бойца демонстрировали зрелищный поединок, активно разменивались ударами, к концу первого раунда, Беслану Ушукову удается провести удушающий прием сопернику и завершить бой досрочной победой.

### WFCA 32 — Grozny Battle
19 ноября 2016 в финале WFCA 32 — Grozny Battle, впервые истории лиги WFCA разыграли пояс в полусреднем весе между Бесланом Ушаковым и Абубакаром Вагаевым
.
В этом бою, победу одержал Беслан Ушуков, в четвёртом раунде сумев отправить в нокаут своего соперника, тем самым став чемпионом лиги WFCA в полусреднем весе.
.

### WFCA 50
18 августа 2018 на турнире WFCA 50 — Emelianenko vs. Johnson соперником Ушукова стал португальский боец — Витор Пинто. Бой завершился на второй минуте первого раунда, поражением португальского бойца. Эксперты дали высокую оценку техники боя и подготовки Ушукова, а нокаут нанесенный сопернику, вошел в рейтинг «Лучшие нокауты 2018 года».
"Одной минуты и пятидесяти секунд первого раунда хватило представителю Чеченского республиканского бойцовского клуба «Ахмат» Беслану Ушукову, чтобы продемонстрировать высочайший уровень мастерства и отправить своего португальского соперника Витора Пинто в глубокий нокаут. Несмотря на то, что португалец был известен как опасный ударник, наш боец не оставил ему ни единого шанса на победу. И ничего случайного в этом нет. Именно такого результата от Беслана мы и ждали!" - Рамзан Кадыров

## ACA
После объединения бойцовских клубов БК «Беркут» и БК «Ахмат» произошло слияние чемпионатов WFCA и Absolute Championship Berkut, а новую лигу назвали Absolute Championship Akhmat (ACA).

### ACA 95
27 апреля 2019 прошел турнир ACA 95 в Москве, на этот раз Беслан Ушукову предстояла встреча с серьёзным противником — Гаджимурадом Хирамагомедовым. После напряженного боя, по окончании всех четырёх раундов, победу присвоили Беслану Ушакову раздельным решением судей.. В том же году лига ACA определяла лучших бойцов по итогам 2019 года, и бой Бислана Ушукова и Гаджимурада Хирамагомедова были номинированы в категории «лучший бой 2019 года».
По состоянию на февраль 2020 года Ушуков является бойцом Бойцовского клуба «Ахмат» и выступает в лиге Absolute Championship Akhmat. На сегодняшний день Беслан Ушуков провёл 21 бой, из которых выиграл 17 (8 нокаутов, 6 болевых и три победы решением судей) и проиграл 4 (2 нокаута, один болевым и один решением судей).

## Статистика боёв
| #  | Результат | Дата                 | Турнир                                               | Соперник                 | Страна     | Раунд  | Время | Метод                                           |  |
| -- | --------- | -------------------- | ---------------------------------------------------- | ------------------------ | ---------- | ------ | ----- | ----------------------------------------------- |  |
| 23 | Победа    | 26 февраля 2021 года | ACA 118: Абдулаев — Вагаев 2                         | Вадим Шабадаш            | Россия     | 3      | 5:00  | Единогласное решение                            |  |
| 22 | Поражение | 4 октября 2020 года  | ACA 112: Жубилеу — Дудаев                            | Устармагомед Гаджидаудов | Россия     | 3      | 5:00  | Большинством судейских голосов                  |  |
| 21 | Поражение | 29 ноября 2019 года  | ACA 102 — Almaty                                     | Альберт Туменов          | Россия     | 2      | 3:14  | Нокаут (удар)                                   |  |
| 20 | Победа    | 27 апреля 2019 года  | ACA 95 — Moscow                                      | Гаджимурад Хирамагомедов | Россия     | 3      | 5:00  | Раздельное решение                              |  |
| 19 | Победа    | 4 октября 2018 года  | WFCA 53 — Abdurahmanov vs. Abdulaev                  | Рене Песоа               | Бразилия   | 1      | 0:45  | Нокаут (Удар)                                   |  |
| 18 | Победа    | 18 августа 2018 года | WFCA 50 — Emelianenko vs. Johnson                    | Витор Пинто              | Португалия | 1      | 1:49  | Нокаут (Удар ногой с разворота)                 |  |
| 17 | Поражение | 4 октября 2017 года  | WFCA 32 — Grozny Battle                              | Абубакар Вагаев          | Россия     | 4      | 1:54  | Нокаутом (удар)                                 |  |
| 16 | Победа    | 19 ноября 2016 года  | WFCA 32 — Grozny Battle                              | Абубакар Вагаев          | Россия     | 4      | 1:54  | Нокаут (удары)                                  |  |
| 15 | Победа    | 4 октября 2016 года  | WFCA 30 2016 WFC Akhmat Grand Prix Final             | Аскар Можаров            | Украина    | 1      | 5:00  | Техническим нокаутом (остановка доктором)       |  |
| 14 | Победа    | 11 июня 2016 года    | Grand Prix Akhmat 2016                               | Марсио Сантос            | Бразилия   | 3      | 5:00  | Единогласное решение                            |  |
| 13 | Победа    | 9 апреля 2016 года   | WFCA 17 — Grand Prix Akhmat                          | Хосе Виейра              | Бразилия   | 1      | 4:57  | Техническим нокаутом (удар коленом и добивание) |  |
| 12 | Поражение | 26 декабря 2015 года | WFCA — Grozny Battle 13                              | Стив Карл                | США        | 3      | 3:17  | Сабмишном (удушение ручным треугольником)       |  |
| 11 | Победа    | 4 октября 2015 года  | WFCA 9 — Grozny Battle                               | Иван Глухак              | Хорватия   | 1      | 3:24  | Нокаутом (удар коленом)                         |  |
| 10 | Победа    | 29 августа 2015 года | WFCA 8 — Irtysh Battle                               | Расул Магамедов          | Россия     | 2      | 5:00  | Единогласное решение                            |  |
| 9  | Победа    | 22 августа 2015 года | WFCA 6 — Grozny Battle                               | Серхио Соуза             | Бразилия   | 2      | 1:17  | Нокаутом (удар)                                 |  |
| 8  | Победа    | 13 июня 2015 года    | World Fighting Championship Akhmat — Grozny Battle 3 | Василий Федорич          | Украина    | 1      | 2:17  | Сабмишном (удушение сзади)                      |  |
| 7  | Победа    | 14 марта 2015 года   | Akhmat MMA — Grozny Fights                           | Aymard Guih              | Франция    | 3      | 4:22  | Сабмишном (удушение треугольником)              |  |
| 6  | Поражение | 18 мая 2014 года     | ACB — Гран-при Беркут 7                              | Рамзан Алгериев          | Россия     | 1 из 2 | 0:25  | Технический нокаут                              |  |
| 5  | Победа    | 20 апреля 2014 года  | ACB — Гран-при Беркут 6                              | Ислам Эдильгериев        | Россия     | 1 из 2 | 1:10  | Технический нокаут                              |  |
| 4  | Победа    | 15 марта 2014 года   | ACB — Гран-при Беркут 3                              | Артур Гусейнов           | Россия     | 2 из 2 | 1:22  | Удушение сзади                                  |  |
| 3  | Победа    | 4 октября 2013 года  | «Битва на Тереке»                                    | Евгений Гонтарев         | Россия     | 1 из 3 | 4:10  | Удушение сзади                                  |  |
| 2  | Победа    | 15 декабря 2012 года | PROFC 45 — «Гром в Грозном»                          | Махмуд Абдулхалимов      | Россия     | 2 из 3 | 4:27  | треугольник                                     |  |
| 1  | Победа    | 30 июня 2012 года    | RadMer 2 — 2 Round                                   | Дмитрий Белов            | Казахстан  | 1      | 4:11  | Сабмишном (удушение сзади)                      |  |